# Thomas Naickamparampil
Thomas Eusebios Naickamparampil (* 6. Juni 1961 in Mylapra, Indien) ist ein indischer Geistlicher und Bischof von Parassala.

## Leben
Thomas Naickamparampil empfing am 29. Dezember 1986 durch den syro-malankarisch-katholischen Erzbischof der Erzeparchie Trivandrum, Benedict Varghese Gregorios Thangalathil OIC, das Sakrament der Priesterweihe.
Am 14. Juli 2010 ernannte ihn Papst Benedikt XVI. zum Titularbischof von Lares und bestellte ihn zum syro-malankarisch-katholischen Exarchen der Vereinigten Staaten. Gleichzeitig wurde er zum ordentlichen Apostolischen Visitator der syro-malankarischen Gemeinden in Kanada und Europa ernannt. Der syro-malankarisch-katholische Großerzbischof von Trivandrum, Isaac Cleemis Thottunkal, spendete ihm am 21. September desselben Jahres die Bischofsweihe; Mitkonsekratoren waren der Bischof von Battery, Joseph Thomas Konnath, und der Bischof von Mavelikara, Joshuah Ignathios Kizhakkeveettil. Die Amtseinführung erfolgte am 3. Oktober 2010.
Mit der Erhebung des Exarchats zur Eparchie St. Mary Queen of Peace der Vereinigten Staaten und Kanadas wurde er deren erster Diözesanbischof.
Papst Franziskus bestätigte am 5. August 2017 seine Wahl zum ersten Bischof der mit gleichem Datum errichteten Eparchie Parassala.